# 中国未来研究会
中国未来研究会是中华人民共和国未来问题与未来对策研究者组成的群众性学术团体，是中国科学技术协会主管的社会团体，1979年1月成立。